# Gallinassa
La gallinassa és l'excrement o fems de les gallines.
Aquest excrement es considera un excel·lent adob, es calcula el seu efecte fertilitzant superior en unes quatre vegades al fem normal de la quadra. L'excrement de gallina varia en riquesa fertilitzant depenent les substàncies més o menys nitrogenades que l'animal ingereix, ja que la seva condició és omnívora. Fent entrar en la seva nutrició una quantitat considerable de matèries animals com sang, carn, peix, etc. les dejeccions gairebé s'elevarien a la riquesa fertilitzant del guano del Perú, comparant els dos adobs en estat de sequedat.
Una gallina de dos quilos de pes dona en quatre hores uns 150 grams de gallinassa en estat fresc, que són aproximadament uns 57 quilos per any, cal tenir en compte però, que la gallinassa  perd una bona part del seu pes en assecar-se. Ara bé, atès que les gallines que habiten en galliners surten a punta d'alba i no tornen fins que es pon el sol, no s'aprofita més de la desena part del que la gallina produeix.